# Nummulitidae
Famille
Classification phylogénétique
- Eukaryota
  - Actinopoda
  - Alveolates
  - Chlorarachniophyta
  - Cryptophyta
  - Euglenozoa
  - Foraminifera
    - Rotaliina
      - Rotaliacea
        - Nummulitidae

  - Lignée brune
  - Lignée verte
  - Métamonadines
  - Mycetozoa
  - Opisthocontes
  - Parabasiliens
  - Percolozoa
  - Rhizopoda

Les Nummulitidae (en français nummulitidés, et plus fréquemment nummulites) sont une famille de foraminifères (protozoaire fossile) carbonatés de l'ordre des Rotaliida. Les Nummulitidae sont présentes depuis le Crétacé jusqu'à nos jours, elles sont particulièrement abondantes au cours de la période du Paléogène (entre 66 et 23 Ma) et ont joué un rôle considérable dans la formation des couches géologiques.
Ne pas confondre avec le genre Nummulites (nom scientifique) qui fait partie des Nummulitidae.

## Description et caractéristiques
Ces êtres unicellulaires sont formés d'un test calcaire hyalin (d'apparence transparente et vitreuse) lenticulaire, enroulé en spirale plane, poreux, pourvu de piliers et de nombreuses loges. Les nummulites mesurent environ 1,5 mm à, exceptionnellement, quelques centimètres. C'est une famille d'espèces qui vivent en milieux marins. Plus précisément, ce sont des espèces benthiques, ce qui signifie qu'elles vivent sur les fonds marins.

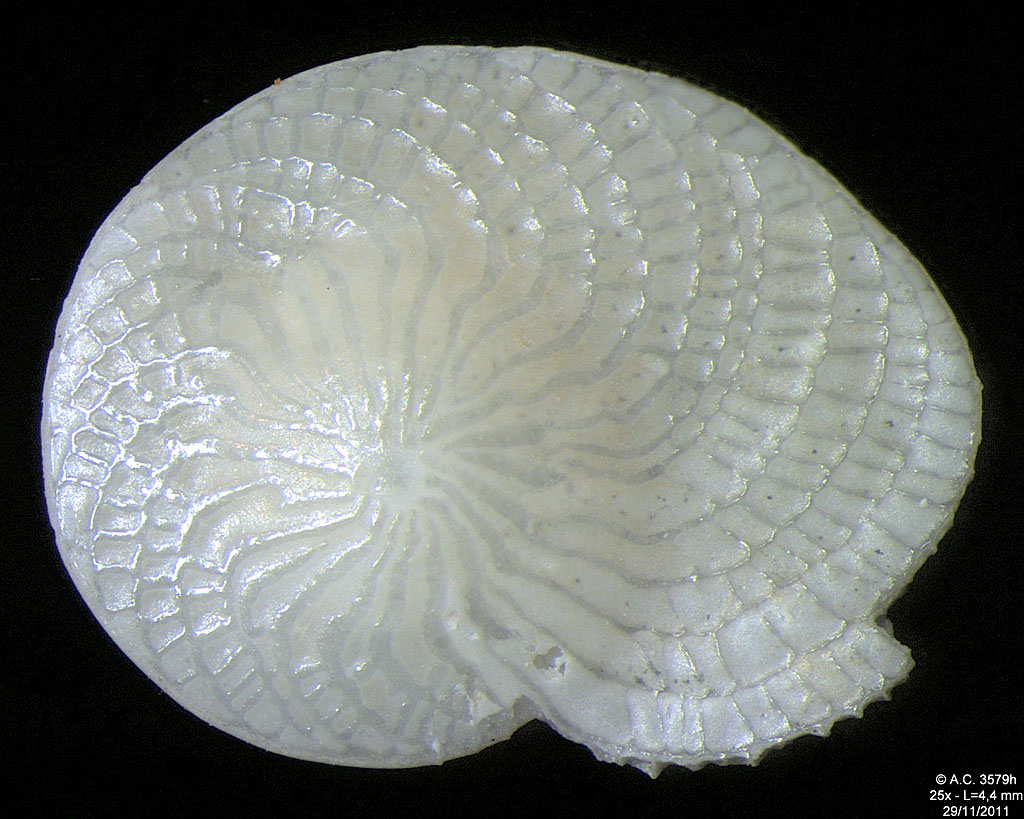
Heterostegina depressa.
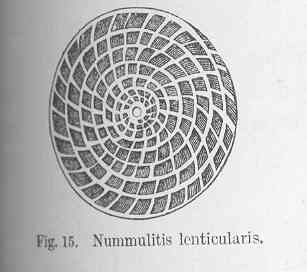
Nummulites lenticularis.

## Étymologie
Le terme « nummulites » est un diminutif qui provient du latin nummulus, signifiant « petite pièce », en référence à leur forme.

## Stratigraphie
Les nummulites ont eu une grande extension géographique, ont existé durant une courte durée à l'échelle des temps géologiques et ont été abondantes. De plus, aujourd'hui, les fossiles de nummulites sont accessibles. Ces 4 conditions font des nummulites de très bons fossiles stratigraphiques pour le Paléogène (entre 66 et 23 Ma) (de l'ère du Cénozoïque).

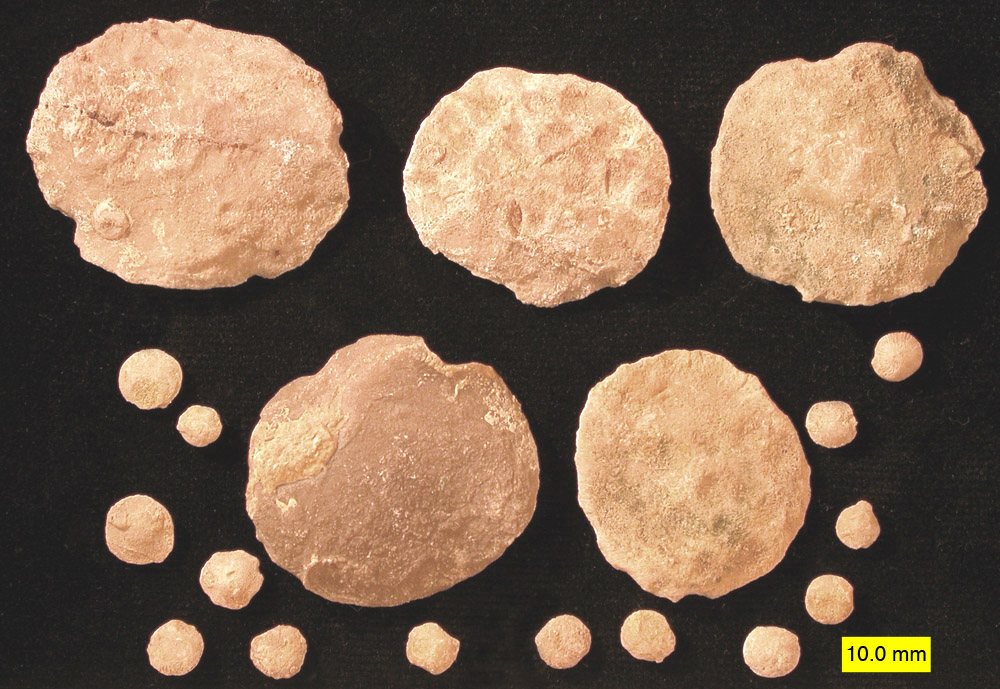
Calcaire à nummulites.
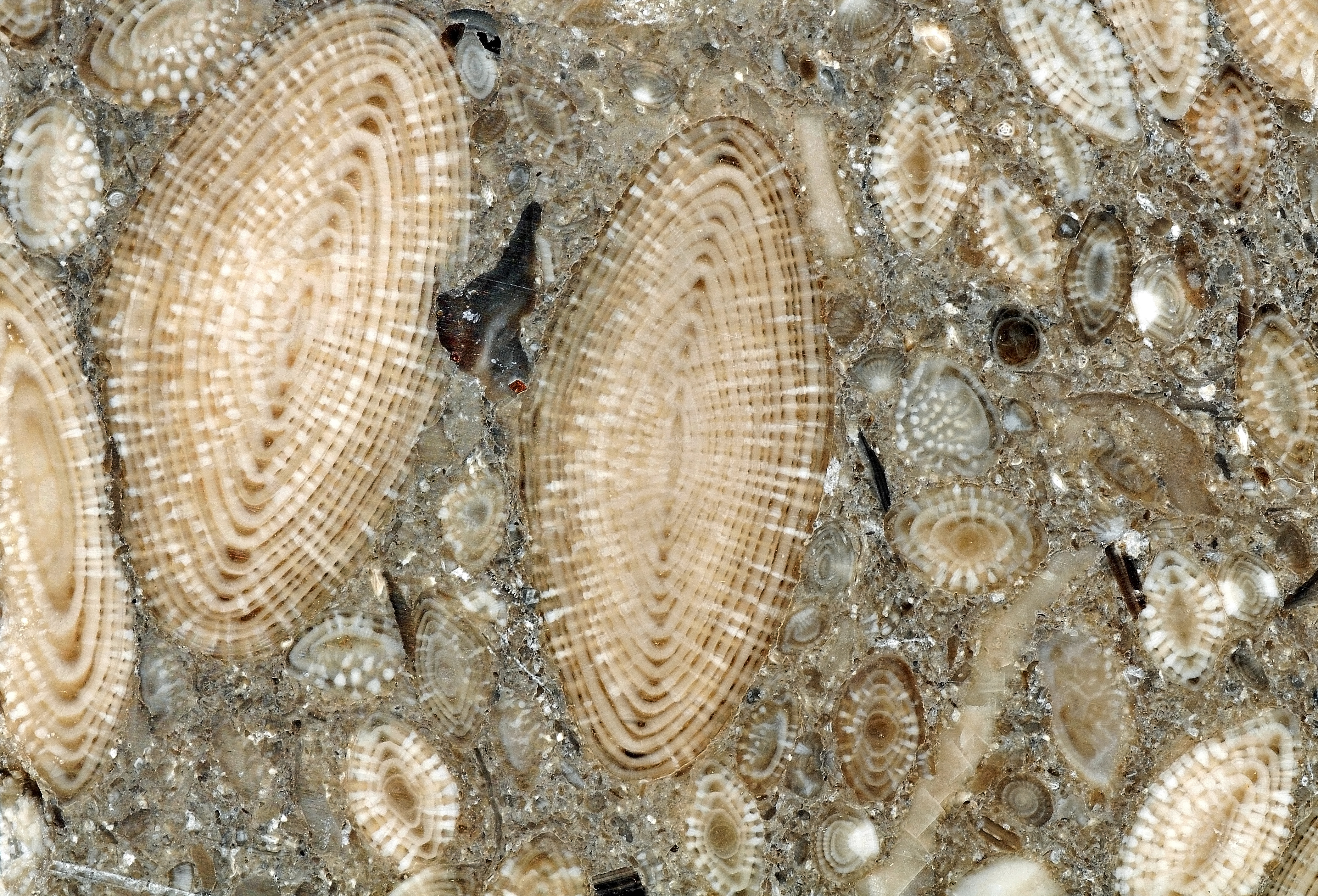
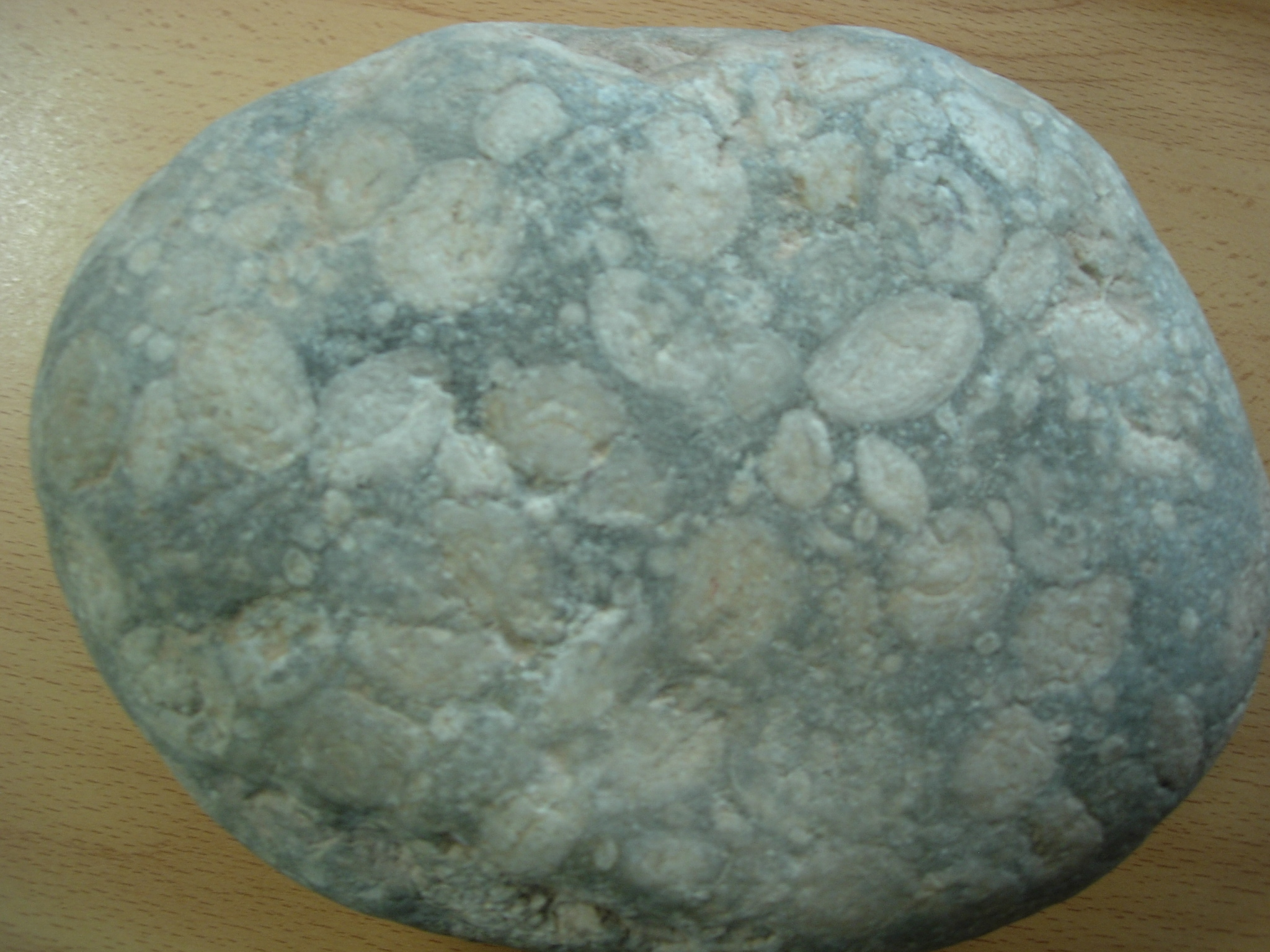
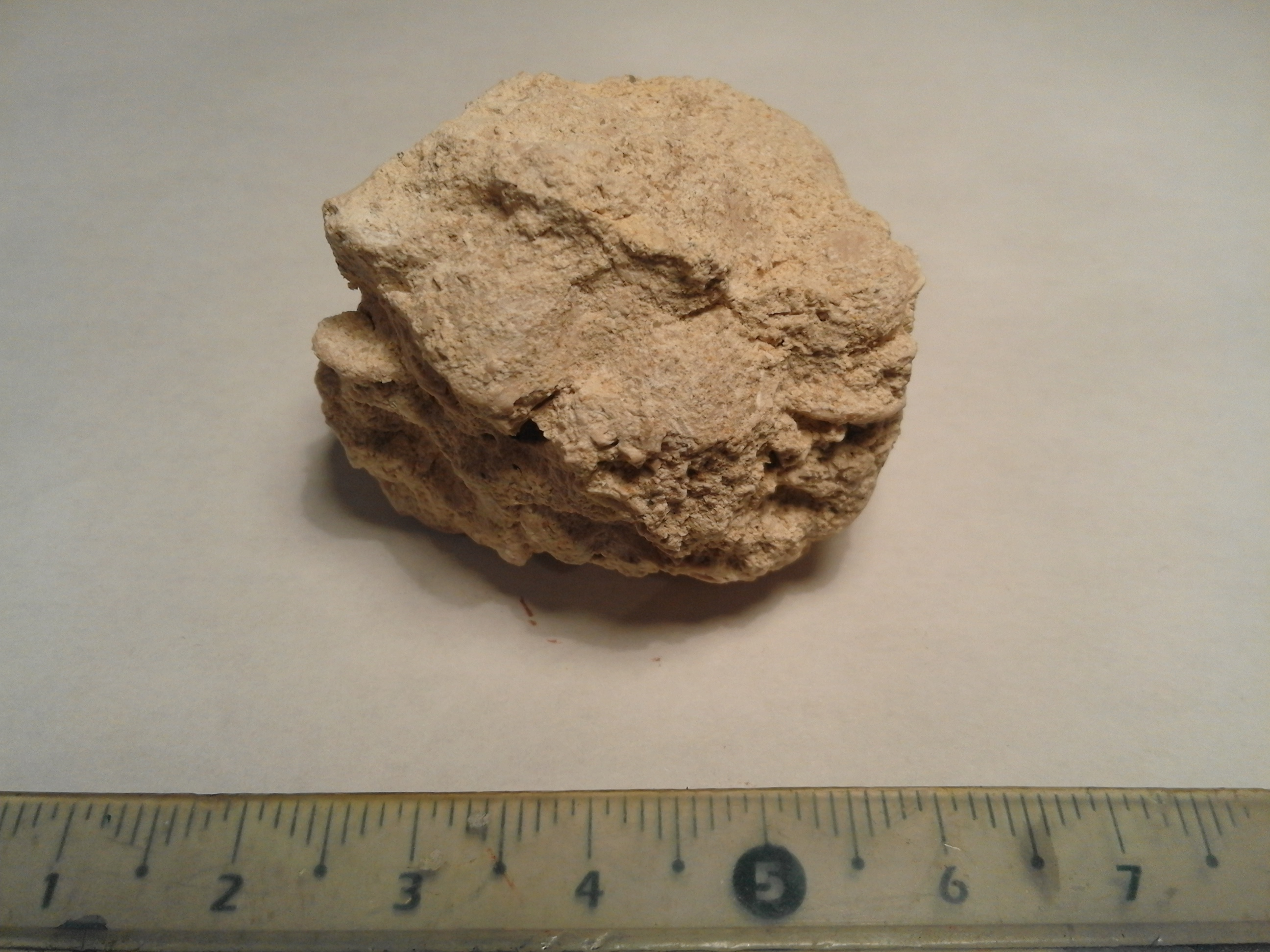

## Utilisation
Les anciens Égyptiens utilisaient les coquilles de nummulite comme des pièces de monnaie et les pyramides ont été construites avec des calcaires à nummulites datant de l'Éocène.[réf. nécessaire]

## Liste des genres
Selon le World Register of Marine Species (11 septembre 2023) :
- Aegyptoclypeus Boukhary, Abul-Nasr & Al Menoufy, 2013 †
- Assilina d'Orbigny, 1839
- Bassiounina Boukhary, 1998 †
- Bozorgniella Rahaghi, 1973 †
- Cycloclypeus W.B. Carpenter, 1856
- Decrouezina Boukhary, 1994 †
- Doncieuxina Boukhary, Al Menoufy & Höntzsch, 2013 †
- Hanschaubiana Boukhary, Hussein-Kamel & Abd El Naby, 2013 †
- Heterocyclina Hottinger, 1977
- Heterostegina d'Orbigny, 1826
- Nemkovites Ashurov, 1990 †
- Neonummulites Mukhopadhyay, 2017 †
- Nephronummulites Mitchell, E. Robinson & Özcan in Mitchell et al., 2022 †
- Nummulites Lamarck, 1801 †
- Operculina (es) d'Orbigny, 1826
- Operculinella Yabe, 1918
- Planoperculina Hottinger, 1977
- Planostegina Banner & Hodgkinson, 1991
- Qatarstegina Boukhary, Hewaidy & Al-Hitmi, 1996 †
- Radiocycloclypeus Tan, 1932 †
- Ranikothalia Caudri, 1944 †
- Ruetimeyerina Boukhary, Abul-Nasr & Shreif, 2016 †
- Spiroclypeus Douvillé, 1905 †
- Tansinhokella Banner & Hodgkinson, 1991 †